# Kreuth
Kreuth är en stad i Landkreis Miesbach i det tyska förbundslandet Bayern. Kreuth, som för första gången omnämns i ett dokument från år 1442, har cirka 3 500 invånare.